# Юшкозеро (деревня)
Юшкозеро (карел. Jyškyjärvi) — старинная карельская деревня в Калевальском районе Карелии, административный центр Юшкозерского сельского поселения.

## Расположение
Юшкозеро находится на берегу озера Юшкоярви, давшего название деревне. Также через Юшкозеро протекает река Чирка-Кемь, которая отделяет от основного материка три острова, нынешнее название которых совпадает с названиями улиц: ул. А. Добрыниной, ул. Т. Антикайнена и ул. Зелёная. Острова соединены висячими мостами, которые построены в 1980-х годах.

## Транспорт
Ближайшая ЖД-станция — одноимённая 
Юшкозеро, что находится в Новом Юшкозере в 7,5 км от посёлка; однако с 2014 года пассажирское движение по линии закрыто, станция законсервирована. До нормальной региональной дороги 86 К 3 расстояние 89 км. 

### Другие расстояния по автодорогам
| До пункта         | расстояние | Доп.информ.                                    |
| ----------------- | ---------- | ---------------------------------------------- |
| До Петрозаводска: | 540 км     | -                                              |
| До МАПП "Люття"   | 132        | очень плохая дорога                            |
| До Калевалы:      | 120        | Очень плохая дорога                            |
| До СПБ:           | 980        | -                                              |
| До Москвы         | 1580       | Маршрут указан с учётом платного автобана М11. |

## Население
| 2002 | 2009 | 2010 | 2013 |
| ---- | ---- | ---- | ---- |
| 704  | ↘522 | ↘477 | ↘430 |

## Площадь
Общая площадь деревни 20 км².

## История
Первое упоминание о деревне встречается в Книге сбора данных и оброчных денег с населения Лопских погостов 1587—1588 годов.
По легенде, первыми жителями деревни были две женщины — Корпин Софья и Анни (карел. Korpin Sofja ja Anni), которые приехали из Кеми и поселились на острове (ныне остров Антикайнена).
Многие части деревни имели свои названия, такие как Kirkonniemi, Čola, Čolanpiä, Ylipiänsuari, Makarien suari, Vanha joki, Kuokansuo, Jouččenlampi, со временем названия забылись.
Первая школа в Юшкозере была создана в 1858 году, тогда в ней было 20 учеников и 1 учитель. В 1963 году было построено новое здание школы, действующее по настоящее время.
В 1925 году была построена метеостанция.
В 1998 году построена православная часовня Успения Пресвятой Богородицы. До этого, более двухсот лет, в деревне была православная церковь, которая сгорела, как и другая, построенная вместо неё.
Большой вклад в культурное и социальное развитие деревни внесла Александра Фёдоровна Добрынина (1893—1963), переселившаяся в Юшкозеро и ставшая директором местной больницы. Добрынина была опытником-мичуринцем и на базе подсобного хозяйства больницы создала питомник по выращиванию плодово-ягодных и овощных культур, завезла некоторые сорта яблонь и лиственницу.
В деревне хранят родной собственно карельский язык, преподавание ведётся в начальных классах.
Деревня Юшкозеро была одним из пунктов маршрута известного исследователя финской и карельской культуры Элиаса Лённрота. В деревне жили несколько исполнителей ёйги на карельском языке.
В Юшкозере размещается Администрация Юшкозерского сельского поселения, отделение почтовой связи, библиотека, амбулатория, гидрометеостанция, детский сад, школа, лютеранская церковь, православная часовня, гостевой дом, Дом культуры.
В деревне проживал Василий Лазарев — ветеран Великой Отечественной войны, полный кавалер Ордена Славы.
В деревне находится памятник истории — братская могила советских воинов, погибших в годы Великой Отечественной войны 1941—1945 годов.
В деревне имеется несколько магазинов.

## Улицы
- ул. Антикайнена
- ул. Добрыниной
- ул. Зелёная
- ул. Лесная
- ул. Набережная
- ул. Полевая
- ул. Советская

## Фотогалерея

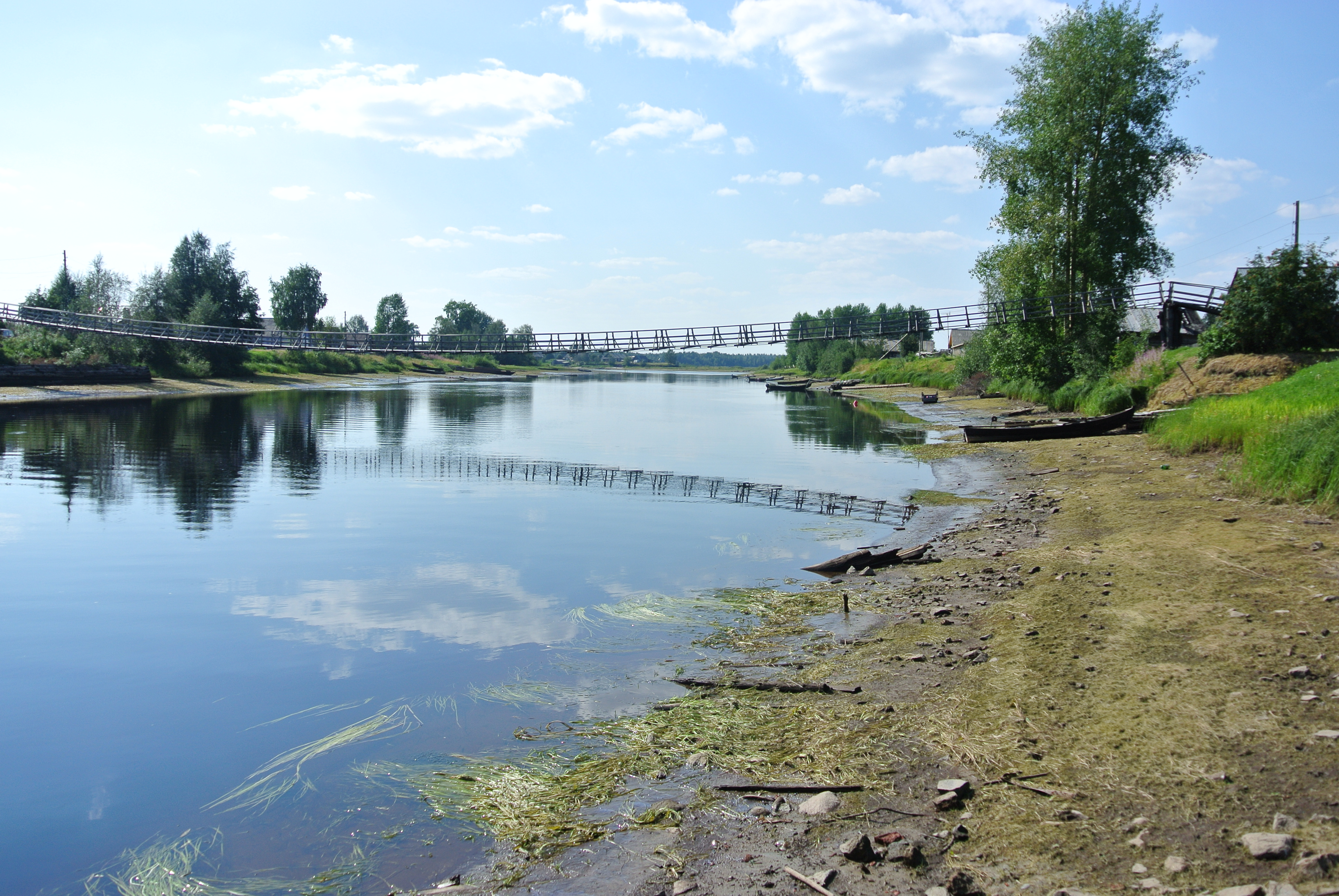
Мост между островами.
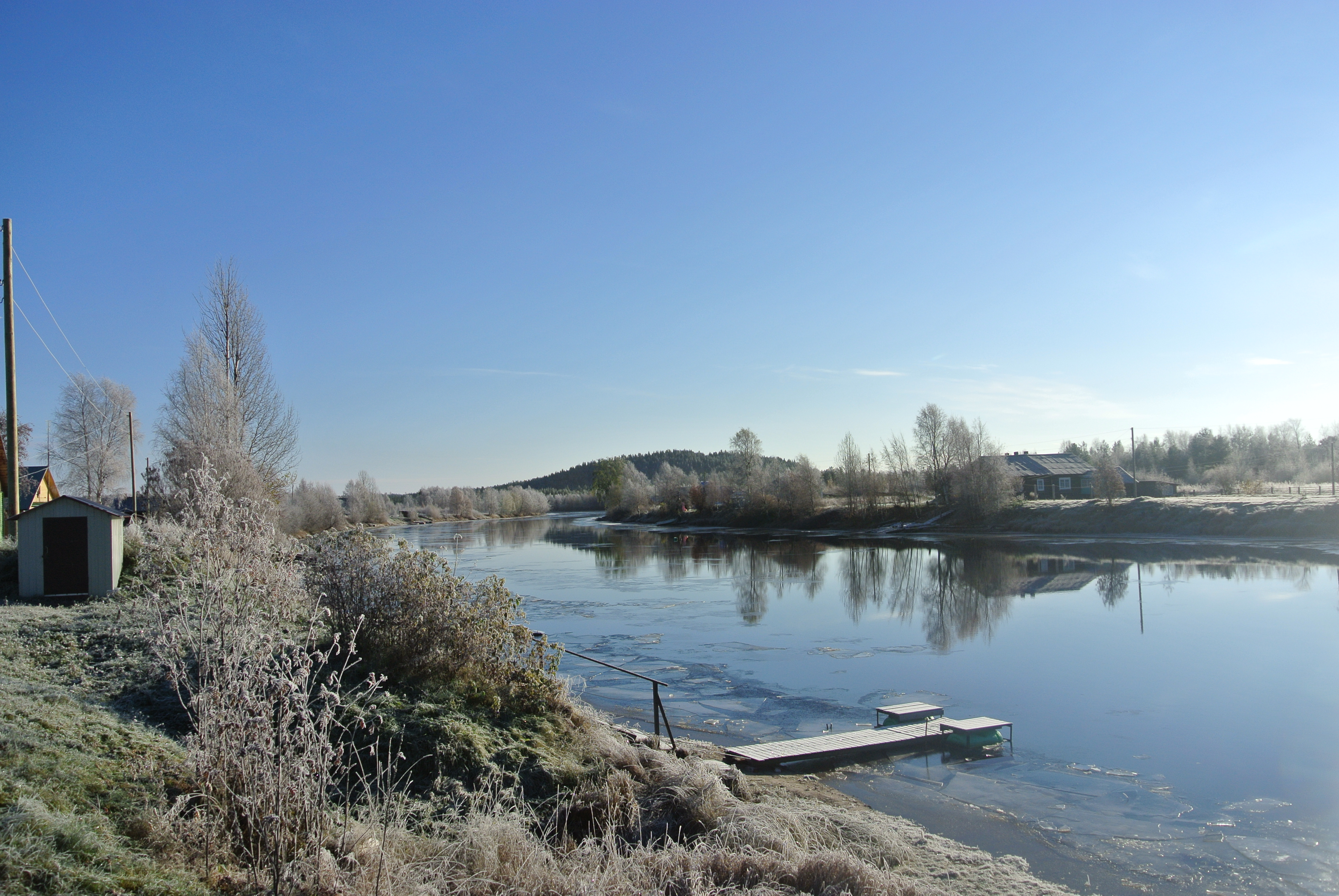
Речка Чирко-Кемь.
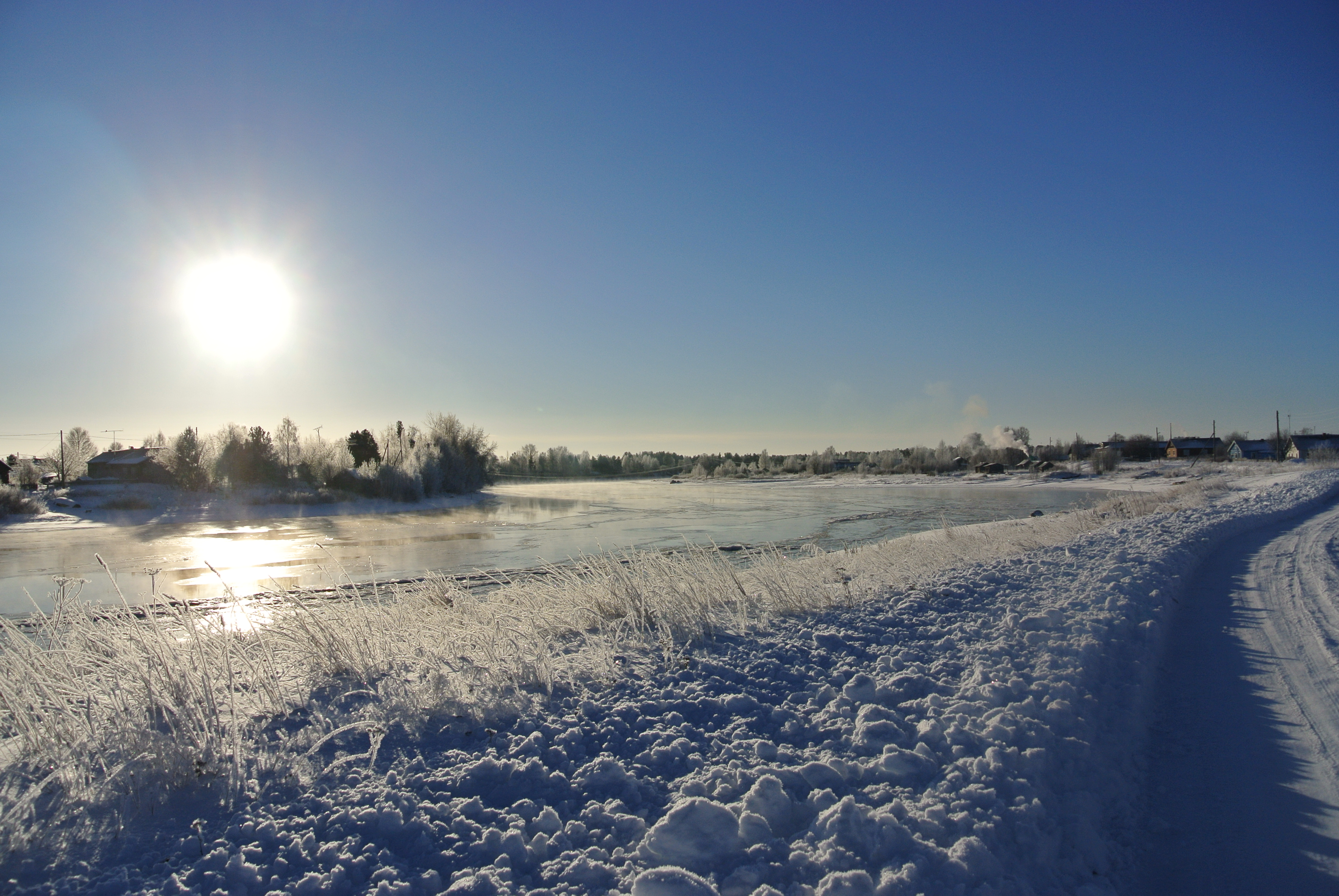
В центре.
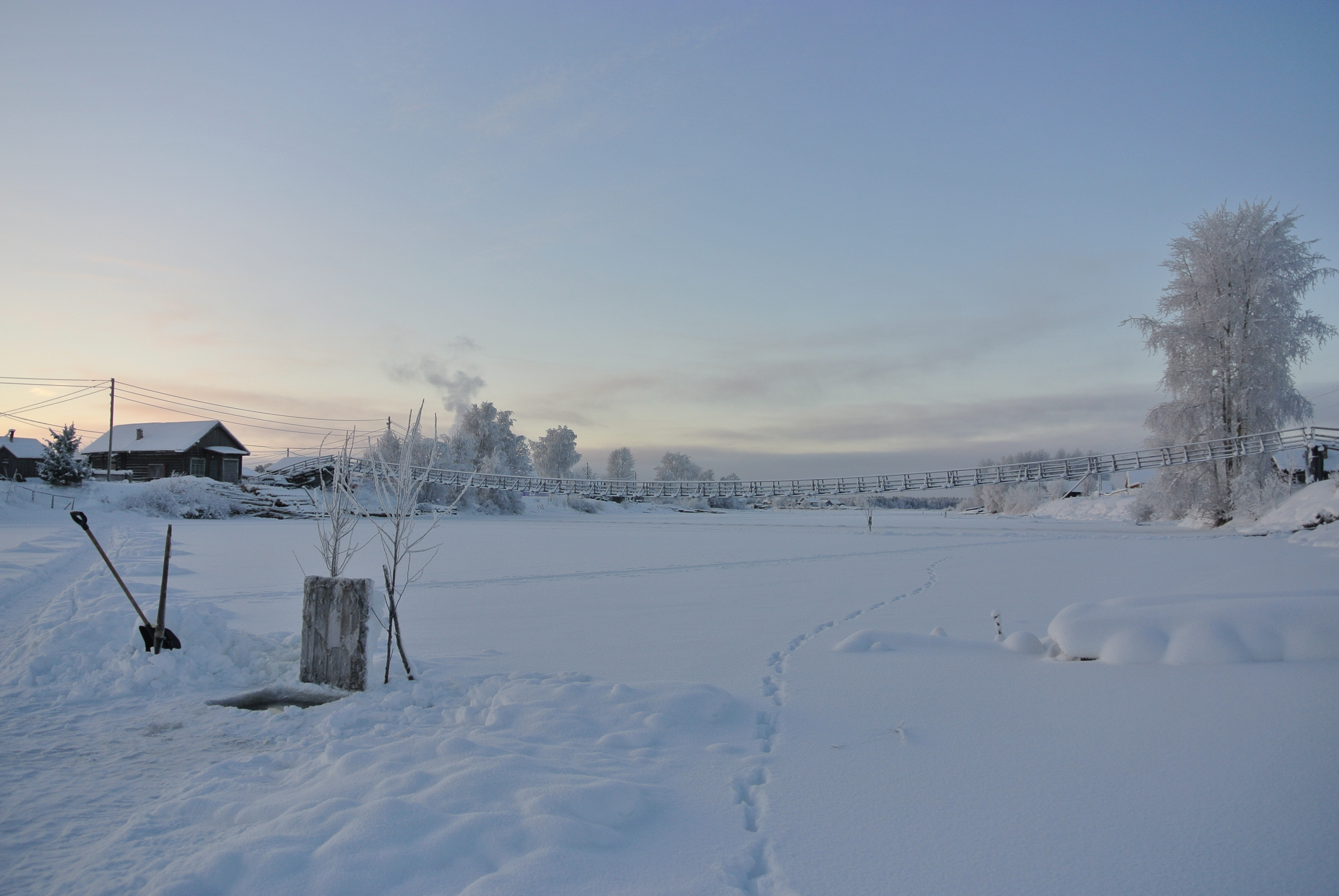
Зимний пейзаж.
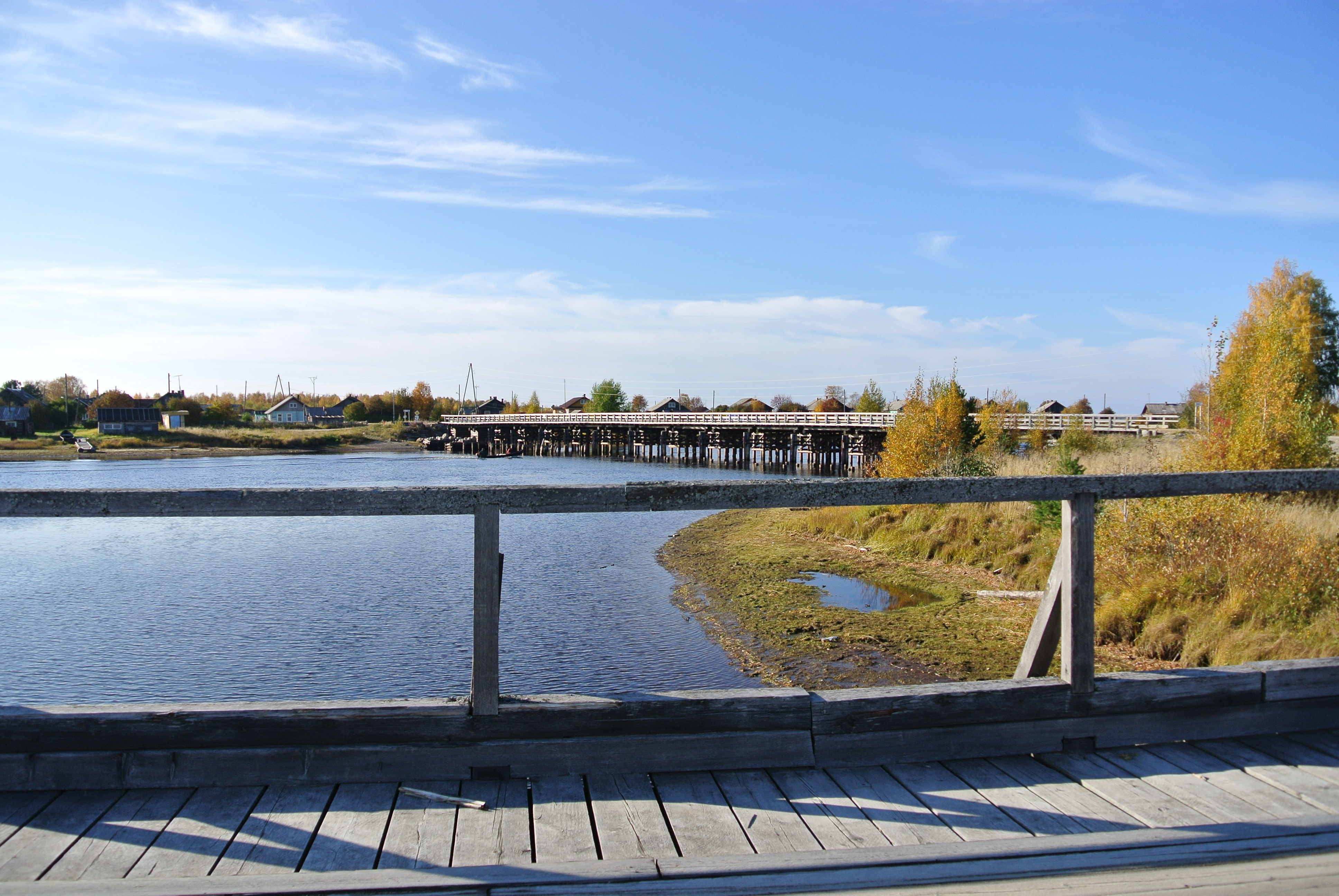
Дорожные мосты.
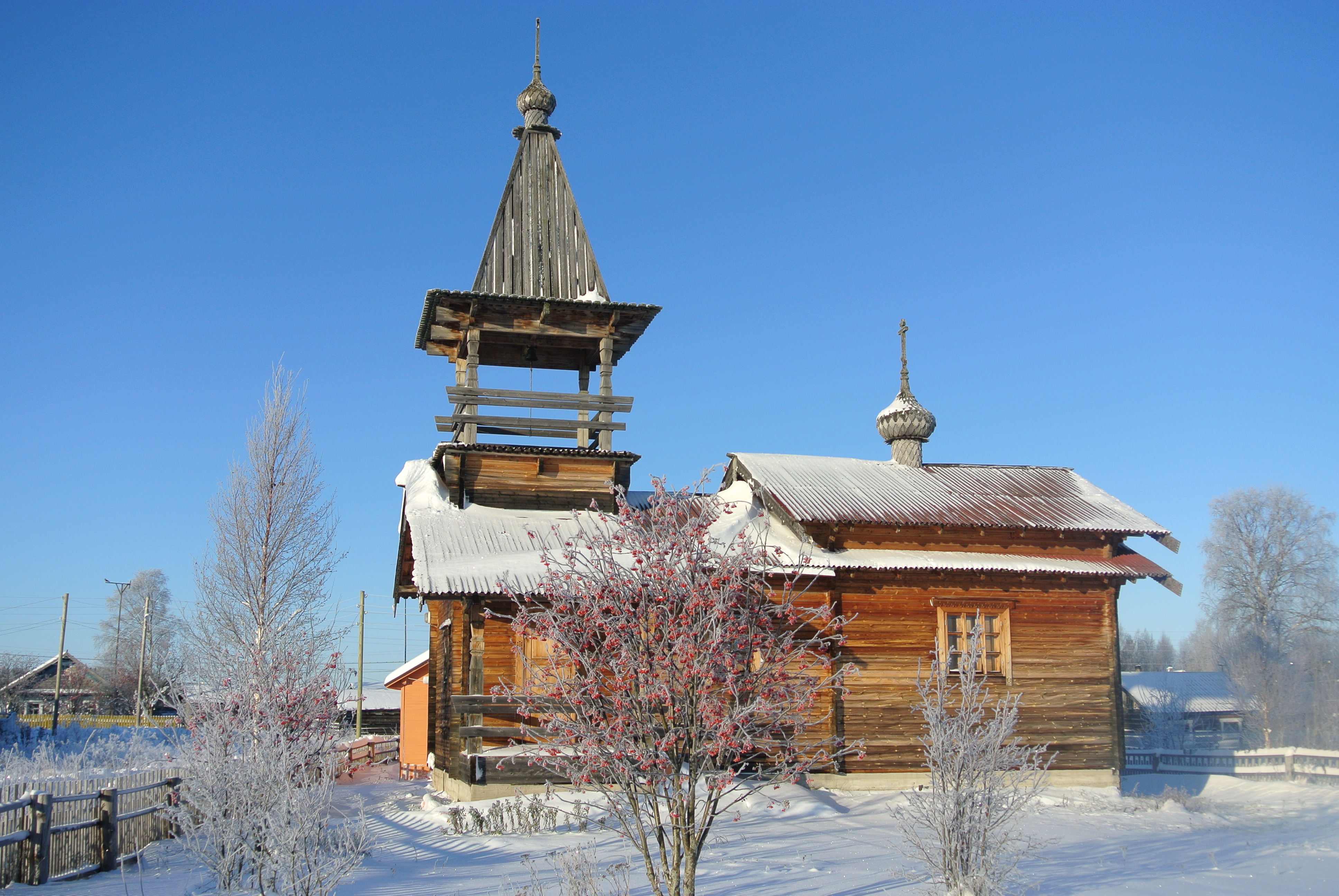
Часовня.
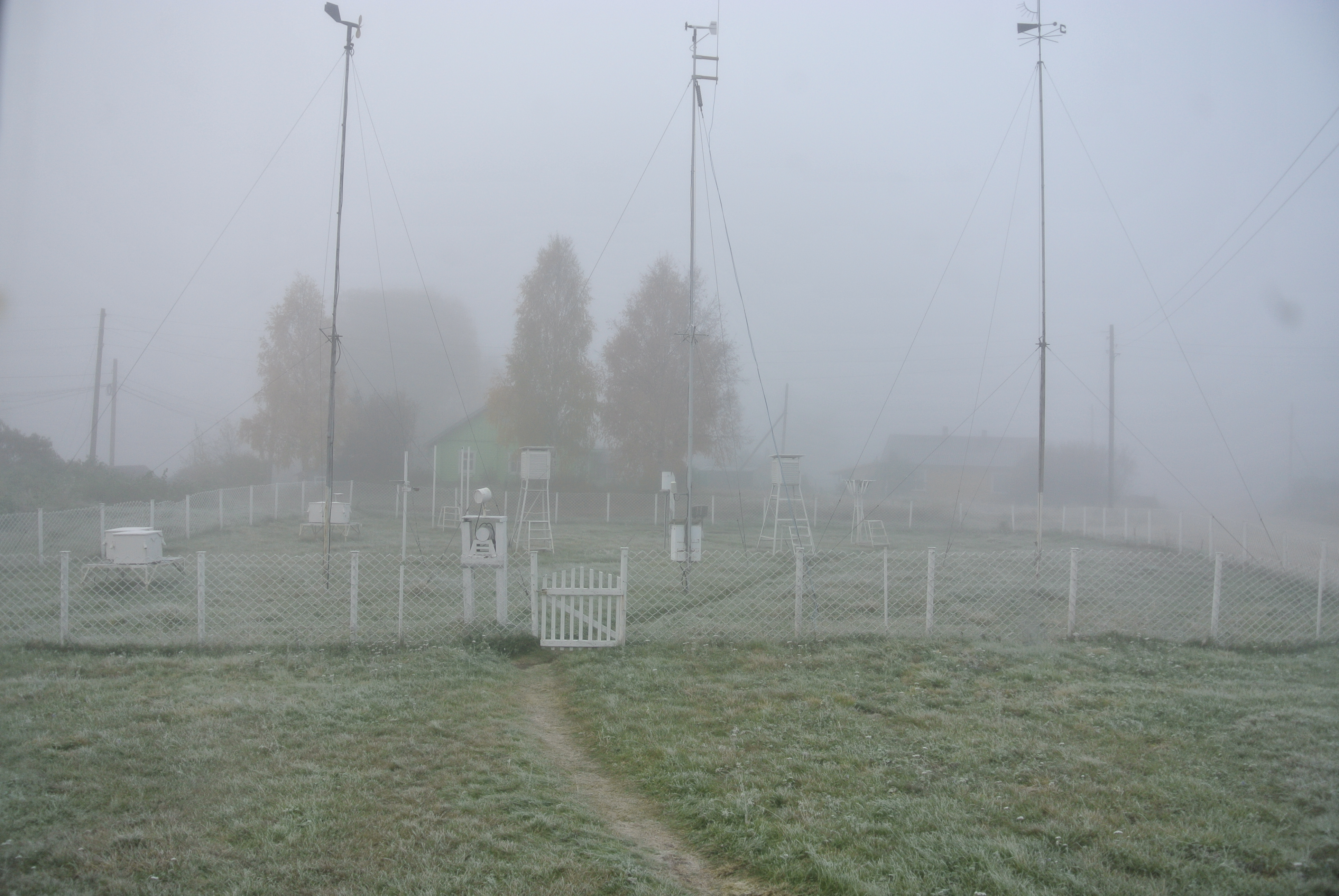
Метеостанция.
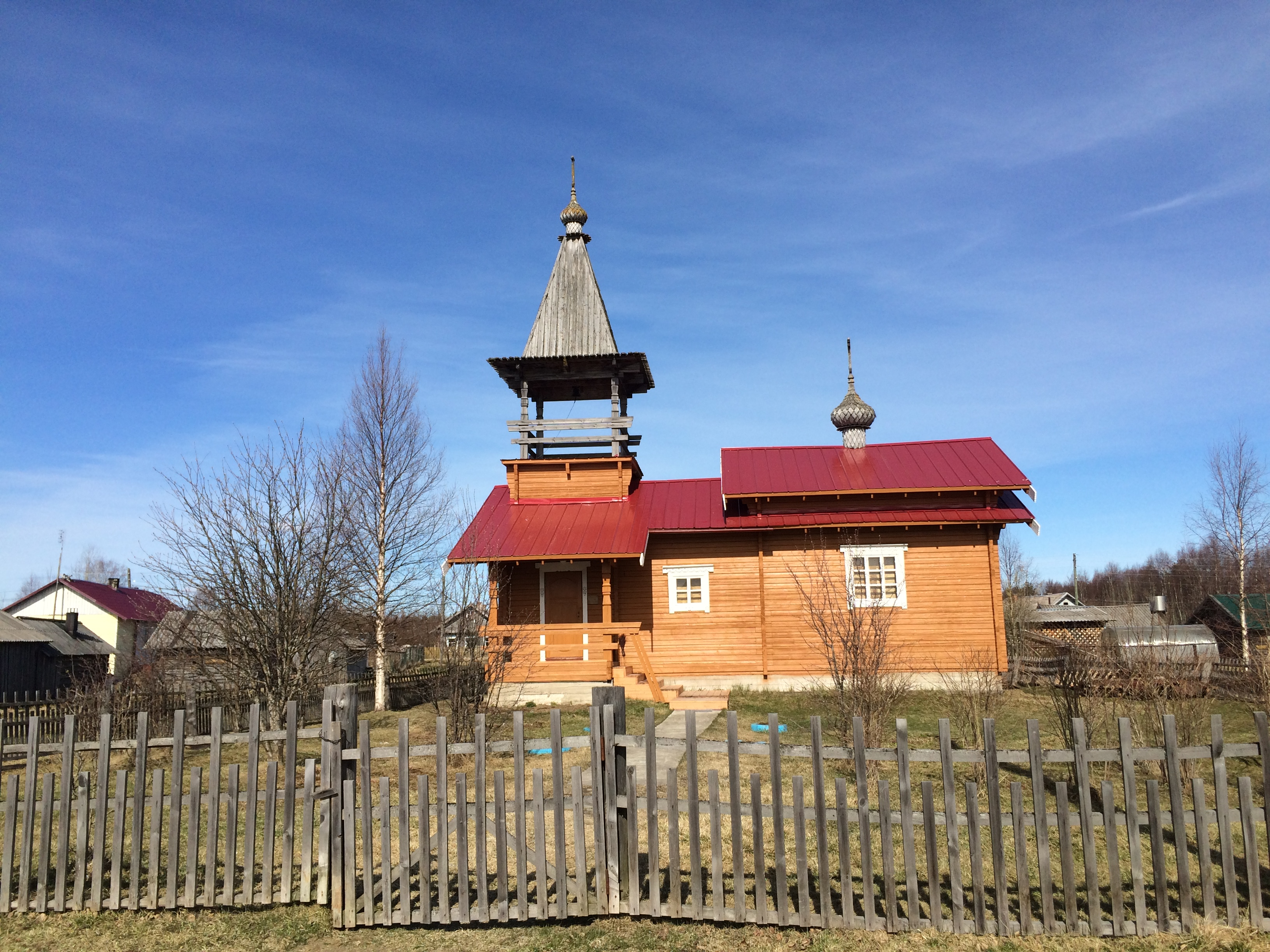
Часовня.

## Примечание
1. 1 2  Численность населения в разрезе сельских населённых пунктов Республики Карелия по состоянию на 1 января 2013 года
2. ↑  Добро пожаловать в Калевалу. Юшкозеро (недоступная ссылка — история).
3. ↑  Данные Всероссийской переписи населения 2002 года: таблица № 02c. Численность населения и преобладающая национальность по каждому сельскому населённому пункту. — М.: Росстат, 2004.
4. ↑  Рекомендуемая нормативная сеть и формы библиотечного обслуживания с указанием численности населения на 1 января 2009 года по данным Карелия
5. ↑  Всероссийская перепись населения 2010 года. Сельские населённые пункты Республики Карелия
6. ↑  Часовня Успения Пресвятой Богородицы. sobory.ru. Дата обращения: 30 августа 2020. Архивировано 23 февраля 2020 года.
7. ↑  Добрынина А.Ф. archives.karelia.ru. Дата обращения: 30 августа 2020.
8. ↑  Администрация сельского поселения. Дата обращения: 22 февраля 2016. Архивировано 2 марта 2016 года.
9. ↑  Тууликки. tuulikki.ru. Дата обращения: 30 августа 2020. Архивировано 24 ноября 2020 года.
10. ↑  Объекты культурного наследия (памятники истории и культуры) на территории Калевальского муниципального района. monuments.karelia.ru. Дата обращения: 30 августа 2020. Архивировано 7 августа 2020 года.